# Achille Baldini
Achille Baldini (Sant'Agata sul Santerno, 7 ottobre 1936) è un ex calciatore italiano, di ruolo centrocampista.

## Carriera
Dopo aver disputato quattro campionati di Serie C con la Pistoiese, nel 1963 passa alla Reggina, con cui vince il campionato di Serie C 1964-1965.
Debutta tra i cadetti nella stagione 1965-1966, disputando con gli amaranto altri due campionati per un totale di 48 presenze e 2 gol in Serie B.

## Palmarès

### Club

#### Competizioni nazionali
- Serie C: 1

Reggina: 1964-1965